# Ciprian Petre
Ciprian Cătălin Petre (sinh ngày 10 tháng 12 năm 1980 ở România) là một cầu thủ bóng đá người România, hiện tại thi đấu cho Juventus București ở Liga I.

## Cá nhân
Anh thường bị nhầm lẫn với người anh trai Ovidiu Petre. Hai người không có quan hệ gì với nhau.